# Bella Ramsey
Isabella May "Bella" Ramsey, född 25 september 2003 i Nottingham i Storbritannien, är en brittisk skådespelare. Ramsey fick sitt genombrott i rollen som Lyanna Mormont i TV-serien Game of Thrones sjätte säsong. Med sin roll som Ellie i TV-serien The Last of Us cementerade hen sitt genombrott som en internationell stjärna.

## Biografi

### Uppväxt
Bella Ramsey föddes i Nottingham i Storbritannien 2003. Sin gymnasieutbildning fick hen genom onlineskolan King's InterHigh. Hen började skådespela redan som fyraåring via skolan Stagecoach Theatre Arts i Loughborough, där hen skulle gå i sju år. Ramsey skulle fortsätta på en förberedelsekurs där hen började ansöka om roller.

### Karriär
Ramsey fick ett stort genomslag redan i sin första roll som Lyanna Mormont i den kritikerrosade HBO-serien Game of Thrones sjätte säsong, 2016. Hen blev uppmärksammad bland kritiker och fans för att vara en skådespelare som stod ut i mängden. Hyllningarna mot Ramsey fortsatte även genom den sjunde och åttonde (sista) säsongen, där Hollywood Reporter kallade hen "genombrottsstjärnan från säsong sex." Radio Times skrev om Ramsey "Glöm Maisie Williams, Bella Ramsey är drottningen i showen" och kallade hen för en "sjujäkla stjärna".
Ramsey fick 2017 också huvudrollen som Mildred Hubble i TV-serien Världens sämsta häxa, baserad på barnböckerna med samma namn. För sin insats belönades hen med Young Performer Award på British Academy Children's Awards 2019. Ramsey medverkade fram till 2020 då hen hoppade av serien för att fokusera på sin mentala hälsa. För fjärde och sista säsongen tog Lydia Page över rollen. Hen började under denna tiden medverka i mindre roller i filmer som komedin Holmes & Watson (2018) med Will Ferrell och John C. Reilly. Hen porträtterade även skådespelaren Lorna Luft i den biografiska Judy (2019) med Renée Zellweger.
Ramsey gjorde rösten till titelkaraktären i den animerade Netflix-serien Hilda (2018-2023). I serien uppvisade hen för första gången sin sångtalang och för sin insats vann hen i kategorin Children's Animation på BAFTA Awards 2019. Serien fick också en långfilm, Hilda och bergakungen (2021). Hen hade en mindre roll i den biografiska filmen Resistance (2020) och fick sedan huvudrollen i Lena Dunhams komedi Catherine, känd som Birdy (2022). Filmen fick ett mycket bra mottagande bland kritiker. Ramsey hade också en röstroll i uppföljaren Flykten från kycklingfabriken (2023).

### The Last of Us

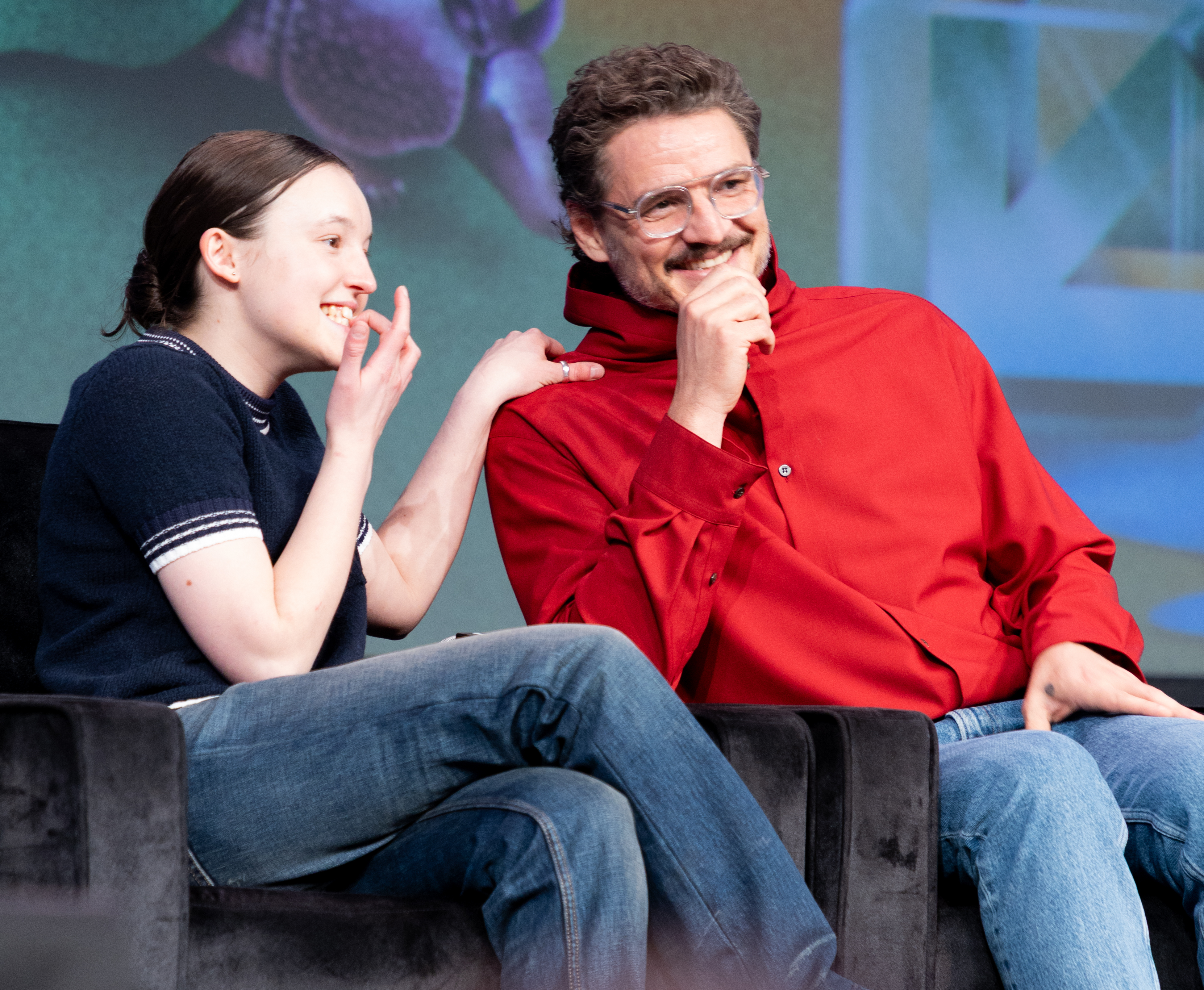
Ramsey och Pedro Pascal på South by Southwest 2025.

I februari 2021 fick Ramsey huvudrollen som Ellie i HBO's The Last of Us (2023), baserad på TV-spelet med samma namn från 2013. Hen återförenades med Game of Thrones-skådespelaren Pedro Pascal och serien blev kritikerrosad även om det var det tredje fristående avsnittet som fick mest uppmärksamhet som kallades för årets och tidernas bästa avsnitt. Fast då avsnittet behandlade ämnet homosexualitet blev det också attackerat med negativa recensioner på betygssidor som IMDB och Rotten Tomatoes. Kritiker hyllade särskilt Ramsey och Pascals kemi i sina recensioner. Ramsey fick också hyllningar för sin balans mellan komedi och känslor.
Ramsey blev också nominerad till Bästa kvinnliga huvudroll på Primetime Emmy Awards för sin insats. Hen funderade på att dra sig tillbaka från nomineringen på grund av bristen på ickebinära kategorier för att följa skådespelaren Liv Hewson som drog sig ur från sin nominering till serien Yellowjackets. Efter en diskussion med producenten Craig Mazin ställde hen upp ändå då ett begränsat språk inte skulle förhindra att ickebinära skådespelare hyllades. Ramsey var den andra ickebinära skådespelare någonsin att nomineras, den första för huvudroll.

## Privatliv
Ramsey identifierar sig som ickebinär och även om hen uttryckt att hen är likgiltig mot vilket pronomen man använder så är "hen" det som ligger närmast sanningen för hen. Ramsey har om sin sexualitet sagt: "Inte 100 procent hetro, det är lite vågigt."
Ramsey är kristen även om hens tro blivit mindre sedan 2023. Ramsey har sagt att tron hjälpt i hens kamp mot Anorexia nervosa.
Under inspelningen av The Last of Us första säsong blev Ramsey diagnostiserad med autism, hen var vid tillfället 18 år. Hen har sagt att neurodiversiteten har påverkat hens karriär och framträdande "massivt". Ramsey bar en bröstbinder 90% av inspelningen vilket hjälpte hen att koncentrera sig även om hen också uttalat sig om att det kanske inte var så hälsosamt.
Ramsey har varit vegan under flera år men växte upp som pescetarian. Hen äter emellanåt ägg från frigående höns, på grund av allergier. Hen är en uttalad förespråkare för veganism.
Ramsey spelar gitarr och sjunger.

## Filmografi

### Film
| År   | Titel                         | Roll            | Notering           |
| ---- | ----------------------------- | --------------- | ------------------ |
| 2017 | Elefthería                    | Ellie           | Kortfilm           |
| 2018 | Two for Joy                   | Miranda         |                    |
| 2018 | Holmes & Watson               | Flotsam         |                    |
| 2019 | Prinzessin Emmy               | Princess Gizana | Röstroll           |
| 2019 | Judy                          | Lorna Luft      |                    |
| 2019 | Nancy                         | Nancy           | Kortfilm           |
| 2019 | Zero                          | Alice           | Kortfilm           |
| 2019 | On the Beaches                | Kitty           | Kortfilm           |
| 2020 | Turtle Journey                | Daughter Turtle | Kortfilm, Röstroll |
| 2020 | 3 Minutes of Silence          | Jane            | Kortfilm           |
| 2020 | Resistance                    | Elsbeth         |                    |
| 2021 | Requiem                       | Evelyn          | Kortfilm           |
| 2021 | Hilda och bergakungen         | Hilda           | Röstroll, TV-film  |
| 2021 | Villain                       | Georgia         | Kortfilm           |
| 2022 | Catherine, känd som Birdy     | Birdy           |                    |
| 2023 | Flykten från kycklingfabriken | Molly           | Röstroll           |
| 2024 | Matilda and the Brave Escape  | Berättare       | Kortfilm           |
| 2024 | More Flames                   | Dog             | Kortfilm           |

### TV
| År        | Titel                | Roll           | Notering                                  |
| --------- | -------------------- | -------------- | ----------------------------------------- |
| 2016-2019 | Game of Thrones      | Lyanna Mormont | 9 avsnitt                                 |
| 2017-2020 | Världens sämsta häxa | Mildred Hubble | 40 avsnitt                                |
| 2018      | Requiem              | Ung Matilda    | Avsnitt: "The Blue Room"                  |
| 2018-2023 | Hilda                | Hilda          | Röstroll, 34 avsnitt                      |
| 2020      | Shepherd's Delight   | Flicka i park  | Avsnitt: "Self-Tape 48"                   |
| 2020      | His Dark Materials   | Angelica       | 6 avsnitt                                 |
| 2020      | Summer Camp Island   | Ramona (15 år) | Röstroll, avsnitt: "Ghost Baby Jabberwoc" |
| 2021      | Becoming Elizabeth   | Jane Grey      | 6 avsnitt                                 |
| 2023      | Dömda                | Kelsey Morgan  | 3 avsnitt                                 |
| 2023-     | The Last of Us       | Ellie          | 11 avsnitt                                |